# Villa (Haanja)
Villa – wieś w Estonii, w prowincji Võru, w gminie Haanja.